# 呈峰會館
呈峰會館（ていほうかいかん）は、フルコンタクト空手界の初の特定非営利活動法人（NPO法人）の認可団体である。
正式名称は「特定非営利活動法人 呈峰會館（とくていひえいりかつどうほうじん ていほうかいかん）」。「呈峰会館」及び「呈峰會舘」は誤表記。1985年6月16日、「近藤道場」として創設され、1995年3月5日、「呈峰會館」へ名称変更。

初代館長は近藤修匡、現在の館長は近藤真吏（第2代）。

現在は「フルコンタクト空手道」における活動と共に、護身術を目的とした「組討道」と言われる武道を創設。
組討道は呈峰會館が「商標　登録第5272861号」を所持。
呈峰會館が主管・統括を行う「特定非営利活動法人 日本組討道連盟」を設立。

総本部は愛知県名古屋市。愛知県(名古屋市・岡崎市・豊橋市・豊田市・西尾市・蒲郡市・東海市・豊明市・みよし市・長久手市・幸田町)を中心に、静岡県（浜松市）、三重県（桑名市）、大阪府（大阪市）、東京都に支部がある。
- 総　本　部　　　　：〒466-0051 愛知県名古屋市昭和区御器所一丁目12番4号

　　　　　　　　　　　【TEL:052-883-0333】
- 三河本部（事務局）：〒444-0203 愛知県岡崎市井内町西浦48-2

　　　　　　　　　　　【TEL:0564-54-3060　FAX:0564-54-3054　e-mail：info@teihou.org】
- ホームページ    ：https://www.teihou.org/
- Ｘ（旧Twitter）：特定非営利活動法人 呈峰會館（@teihou_kaikan）
- Instagram       ：特定非営利活動法人 呈峰會館(@teihou.kaikan)
- Facebook         ：NPO法人 呈峰會館（組討道・空手道）
- YouTube          ：特定非営利活動法人 呈峰會館